# 五度相生律
五度相生律與十二平均律、纯律為音乐的三种常被討論的樂律。

## 原理
按照自然泛音的纯五度关系依次产生音序（5声，7声，12音）的生律方式。
- 取一基準音，在此以C為例，將其頻率f乘上3/2，即升高完全五度得下一音G。
- 再將G升高完全五度得下一音D，此時D之頻為(3f/2)*(3/2)=9f/4，高於原基準音之倍頻，故將其除二，即降八度得9f/8。
- 再將D升高完全五度得下一音A，此時A之頻為(9f/8)*(3/2)=27f/16。
- 再將A升高完全五度得下一音E，此時E之頻為(27f/16)*(3/2)=81f/32，高於原基準音之倍頻，故將其降八度得81f/64。
- 再將E升高完全五度得下一音B，此時B之頻為(81f/64)*(3/2)=243f/128。
- 假設有一音升高完全五度再降八度後為基準音C，可得此音之頻為4f/3，此即為F。

依上法可得七聲音階，整理為下表：
| 音階       | C   | C   | D   | D   | E     | E     | F       | F       | G   | G   | A     | A     | B       | B       | C       |
| 與基頻之比 | 1/1 | 1/1 | 9/8 | 9/8 | 81/64 | 81/64 | 4/3     | 4/3     | 3/2 | 3/2 | 27/16 | 27/16 | 243/128 | 243/128 | 2/1     |
| 與前音之比 | —   | —   | 9/8 | 9/8 | 9/8   | 9/8   | 256/243 | 256/243 | 9/8 | 9/8 | 9/8   | 9/8   | 9/8     | 9/8     | 256/243 |

按照五度音列向上（下）n个音的一般公式如下：（BM=基准音频率，n=相生次数）{\displaystyle {\frac {1.5^{n}}{2^{\lfloor n\log _{2}1.5\rfloor }}}}

## 历史沿革
- 该法由毕达哥拉斯學派提出。